# Rpety
Rpety település Csehországban, a Berouni járásban. Rpety Jince, Podluhy, Kotopeky, Lochovice, Felbabka és Hořovice településekkel határos. Lakosainak száma 484 fő (2024. január 1.).

## Népesség
A település lakosságának változását az alábbi diagram mutatja:
| Lakosok száma | 393  | 444  | 480  | 422  | 358  | 426  | 488  | 487  | 489  | 484  |
|               | 1869 | 1890 | 1921 | 1950 | 1980 | 2001 | 2017 | 2019 | 2022 | 2024 |